# Despo Botsi
Despo Botsi, död 1803, var en grekisk (Sulioter) gerillakrigare under det Grekiska frihetskriget.   
Hon var hustru till Soulioti-hövdingen Giorgakis Botsis. 
Hon mördades tillsammans med de kvinnor och barn hon hade ansvar för under ett osmanskt anfall i Zalongos den 25 december 1803. 
Hon blev därefter en hjältinna i den lokala folkloren.